# اتلدردا ناکیمولی
اتلدردا ناکیمولی (انگلیسی: Etheldreda Nakimuli-Mpungu؛ زادهٔ ۱۹۷۴ (۵۰–۵۱ سال)) پژوهشگر اهل اوگاندا است.
وی همچنین برندهٔ جوایزی همچون ۱۰۰ زن بی‌بی‌سی شده‌است.